# Тихонов, Юрий Ильич
Юрий Ильич Тихонов (24 июля 1942 — 26 апреля 2016) — советский и российский организатор в сфере кинопроизводства, дипломат; работник «Совэкспортфильма», исполняющий обязанности директора «Союзмультфильма», директор студии «Диафильм» (1982—1986).

## Биография
Окончил Всесоюзный юридический заочный институт в 1964 году, в 1968 году окончил МГУ. С 1969 по 1974 годы — в Чехословакии, работал секретарём генерального консульства СССР в Братиславе.
В период 1974 года по 1979 год — в «Союзмультфильме» Госкино СССР, был заместителем директора киностудии, исполняющим обязанности директора студии.
С 1979 по 1982 годы был представителем «Союзэкспортфильма» в Монголии. С 1982 года по 1986 годы — директор студии «Диафильм» Госкино СССР. С 1996 года по 1992 год — вновь в «Союзэкспортфильма», в качестве представителя в Румынии.
С 1996 по 2006 годы — уполномоченный Комитета по внешним связям Санкт-Петербурга по сотрудничеству с Румынией; отмечается работа по поддержке русскоязычной общины румынских липован на этом посту. В 2007 году награждён орденом Дружбы.